# Ворохцель
Ворохцель (пол. Worochzetmyszy, Worochcel) — гірський потік в Україні, у Верховинському районі Івано-Франківської області на Гуцульщині. Правий доплив Пруту, (басейн Дунаю).

## Опис
Довжина потоку приблизно 3,54 км, найкоротша відстань між витоком і гирлом — 3,10 км, коефіцієнт звивистості потоку — 1,14. Формується багатьма безіменними гірськими струмками. Потік тече у гірському масиві Покутсько-Буковинських Карпатах (зовнішня смуга Українських Карпат).

## Розташування
Бере початок на південно-східній стороні від гори Ворохтянської (1325 м) (пол. Worochteński). Тече переважно на південний захід і між присілками Ворохти впадає у річку Прут, ліву притоку Дунаю.

## Цікавий факт
- Біля гирла потоку пролягає автошлях Р24[3].